# Глигор Соколов
Григор Соколов Ламев (името се среща и като Глигор Ляме, на сръбски: Глигор Соколовић или Gligor Sokolović), наричан Небреговски, е македонски сърбоманин, сърбски войвода, бивш четник на Върховния комитет и войвода на Вътрешната македоно-одринска революционна организация.

## Биография
Григор Лямев е роден около 1870 година в прилепското село Небрегово. Остава без образование и е самоук. Убива турчина Алия Абдулче от Църница, който тероризира подбабунските български села и след това бяга в България.
Влиза в четата на Димо Дедото и в 1895 година взима участие в Четническата акция на Македонския комитет.
След акцията в 1897 година е четник при Стефан Павлов Кантарджията в Кратовско, в 1899 година действа в Неврокопско, а в 1900 година при Мирче Ацев в Прилепско. През 1902 година Глигор Соколов образува собствена чета в Прилепско, в която влизат Йордан Спасов, Стойче Блажев от Добрушево, Стоян Димитров от Долнени, Йоан Гьорев от Витолища, Толе Димов от Крушевица, Стефо Илиев от Забърчани и Димитър Янков от Растойца. На 11 май 1903 година турци убиват баща му Сокол на 70-годишна възраст.
При избухването на Илинденско-Преображенското въстание Григор Соколов е четник обединената чета от около 400-500 души с войводи Сотир Атанасов, Атанас Мурджев, Никола Пушкарев и Димитър Ганчев. Целта на четата е да запали Крива паланка. Четата минава границата при Коприва, навлиза 3-4 km в Османската империя, но след съвещание на войводите се връща, тъй като въстанието е към края си и османците осветяват с факли цялата гранична линия. На излизане четата дава сражение на граничните войски. Соколов и Мурджев с около 40-50 души минават на сръбска територия към Враня, но след разпра с войводата Мурджев Григор Соколов се отделя в самостоятелна чета. Негови четници тогава са Наум Марков, Йордан Северков и Коце Мъргушка от Дреновци, Илия Мочко от Прилеп, Йосиф от Бела църква и Илия Йованов. На сръбската граница те се предават и са обезоръжени във Враня. Там те са задържани и след това са прехвърлени в Белград, където престояват известно време в затвора. След освобождаването си разочарованият и изпаднал в безпътица Соколов се среща с организатора на първите сръбски чети – Милорад Годжевац и попада под влиянието му. Така той се присъединява към Сръбската въоръжена пропаганда в Македония и става неин активист. Организира чета от бивши четници, изгонени от ВМОРО за различни простъпки. В началото на 1904 година се среща със Стоян Донски и български емисари в Белград, които му предлагат да се върне в България, но той отказва.
През лятото на 1904 година Боби Стойчев, по поръчение на Борис Сарафов, дава достъп на Григор Лямев до куриерските служби на ВМОРО. През това време Лямев се представя за войвода, изпратен от мнимо македонско дружество в Ниш. Григор Лямев се укрепва в областта на Азот и Велешко, където действа заедно с войводата Йован Бабунски. През есента на 1904 година, след среща с Пере Тошев, Григор Соколов съдейства за освобождававането на Даме Груев, пленен от сърбоманския войвода Мицко Кръстев.
По късно Григор Соколович елиминира войводите от ВМОРО Стефан Димитров, Панчо Константинов, Георги Ацев, а по негово нареждане е убит и войводата Петър Радев – Пашата.
След Хуриета Соколович живее предимно в Белград – до лятото на 1910 година, когато се завръща в Македония. Според някои данни Григор Соколов е убит на пътя от Прилеп за Небрегово през юли 1910 година от арнаутския терорист Шериф (или Шукри), свързан с дееца на ВМОРО Петър Ацев. Според сръбския войвода Василие Търбич, който пристига на мястото на убийството, той е убит на път за село Присад, при чешмите в местността Манастирски ливади между селата Присад и Дабница. Убийците според него са Афуз Шукрия от Прилеп и Джемо Нуя от Шутево, Кичевско. Търбич смята, че зад тази акция стоят турските власти, чийто план е да я използват като повод да ограбят и съсипят богатите българи в Прилеп. Милан Матов пише, че убийството на Соколов е организирано от него, без знанието на Петър Ацев, а физическите убийци са Нове Джемов от кичевското село Премка и негов приятел. Според Васил Търбич единият от убийците е роднина на убития от Соколов Алия от Църница.
Най-възрастният син на Соколов, Андон, е доброволец в сръбската армия през Балканската война. Племенник на Григор Соколов е смятаният за баща на македонската литературна норма лингвист Блаже Конески.
Според Коста Църнушанов Глигор Соколов – Ляме е първообраз на антигероя от романа на Димитър Талев „Гласовете ви чувам“ Йосиф от Рапа.